# Don Fellows
Don Fellows (* 22. Dezember 1922 in Salt Lake City; † 21. Oktober 2007 in London) war ein US-amerikanischer Schauspieler.

## Leben
Der in Salt Lake City geborene Fellows wuchs in Madison, Wisconsin, auf, wo er an der University of Wisconsin–Madison unter Lee Strasberg Schauspiel studierte. Eine seiner Mitschülerinnen war Marilyn Monroe. Nach Ende des Zweiten Weltkrieges, während dessen er bei der Marine diente, zog er nach New York City. Zunächst trat er 1958 als Statist an der Seite von Henry Fonda in Mister Roberts am Broadway auf, doch später bekam er eine Sprechrolle.
Es folgte eine mehrjährige, durch sein übermäßiges Lampenfieber verursachte Bühnenpause. An der Seite von Julie Harris kehrte er 1952 in Marathon ’33 auf die Bühne zurück und spielte bis zum Ende der 1960er Jahre sowohl am Broadway, als auch in Off-Broadway-Produktionen. 1969 ging er nach London, wo er an den West-End-Theatern verschiedene Engagements hatte, unter anderem das Musical Promises, Promises von Neil Simon, Shakespeares Ein Mittsommernachtstraum und Arthur Millers Die Stunde der Wahrheit.
Er kehrte noch im selben Jahr nach New York zurück, siedelte dann aber 1973 endgültig nach England über, wo seine Spielfilmkarriere begann. Er spielte in einer ganzen Reihe von Welterfolgen, unter anderem Das Omen, Jäger des verlorenen Schatzes sowie in den beiden Superman-Verfilmungen Superman II – Allein gegen alle und Superman IV – Die Welt am Abgrund.
Ab den 1970er Jahren spielte Fellows auch in britischen Fernsehproduktionen, unter anderem in Dial M for Murder, Spy Trap, Mondbasis Alpha 1 und Inspector Morse.

## Filmografie (Auswahl)
- 1961: Preston & Preston (The Defenders, Fernsehserie, 1 Folge)
- 1968: Der Engel mit der Mörderhand (Pretty Poison)
- 1974: Vier Vögel am Galgen (The Spikes Gang)
- 1975: Inside Out – Ein genialer Bluff (Inside Out)
- 1976: Das Omen (The Omen)
- 1977: Das Ultimatum (Twilight’s Last Gleaming)
- 1979: James jr. schlägt zu (The London Connection)
- 1979: Die unglaublichen Geschichten von Roald Dahl (Tales of the Unexpected, Fernsehserie, 1 Folge)
- 1980: Superman II – Allein gegen alle (Superman II)
- 1981: Jäger des verlorenen Schatzes (Raiders of the Lost Ark)
- 1981: Die Nadel (Eye of the Needle)
- 1982: Das Kommando (Who Dares Wins)
- 1984: Electric Dreams
- 1985: Das Dreckige Dutzend, Teil 2 (The Dirty Dozen: Next Mission)
- 1985: The Bill (Fernsehserie, 1 Folge)
- 1987: Superman IV – Die Welt am Abgrund (Superman IV: The Quest for Peace)
- 1993: Inspektor Morse, Mordkommission Oxford (Inspector Morse, Fernsehserie, 1 Folge)
- 2000: In stürmischen Zeiten (The Man Who Cried)